# Arthur H. Sawyer
Pour les articles homonymes, voir Sawyer.
Arthur H. Sawyer, né le 8 mars 1877 dans le Maine aux États-Unis, et mort le 24 juin 1966 dans le New Hampshire, est un scénariste, producteur et réalisateur américain. Il est connu notamment pour les films Sandra (1924), The Girl from Montmartre (1926) et Your Friend and Mine (1923). 

## Biographie
Arthur H. Sawyer commence sa carrière en tant qu'acteur de théâtre, et joue notamment dans les pièces Magda et Judith of Bethulia en 1904.
Il réalise et produit plusieurs films, dont  Sandra avec Barbara La Marr en 1924.
Il a été président de Kinémacolor.

## Filmographie
- 1919 : Virtuous Men (scénariste)
- 1920 : Love, Honor and Obey (producteur)
- 1923 : Your Friend and Mine (producteur)
- 1924 : Sandra (réalisateur)
- 1924 : Le Fatal Mirage (The Shooting of Dan McGrew) de Clarence G. Badger (producteur)
- 1925 : The White Monkey (en)
- 1926 : The Girl from Montmartre d'Alfred E. Green (producteur)